# Emilim Schmitz
Emilim Magda Schmitz ou simplesmente Emilim Schmitz (Joinville, 25 de Janeiro de 1984) é uma apresentadora e jornalista brasileira.
Atuou por vários anos na TV, principalmente no jornalismo esportivo. Atualmente, possui um vlog de viagens no YouTube.

## Carreira
É formada em Jornalismo em 2005 pelo Instituto Superior e Centro Educacional Luterano - Bom Jesus.
Iniciou a carreira na televisão ainda em Joinville, apresentando boletins sobre a cidade dentro do jornal Notícias em Destaqu, da TV Cidade. Logo em seguida, foi repórter da TVBV, durante um ano e na mesma emissora, apresentou no começo de 2010 o programa Rota do Sol e meses depois, foi para a RBS TV Joinville como repórter de esportes e apresentadora do Jornal do Almoço até ser transferida dentro do Grupo RBS, para a sucursal de Florianópolis, permanecendo na reportagem e apresentando eventualmente a edição catarinense do Globo Esporte e RBS Esporte.
Em 2012, foi contratada pela Fox Sports, onde ganhou notoriedade ao apresentar a edição do Fox Sports de Primeira, ficando na emissora até meados de 2013, de onde saiu por problemas pessoais.
Após sair do Fox Sports, retornou novamente para Joinville e RBSTV, em abril de 2013, onde dessa vez passou a dividir a apresentação da versão local do Jornal do Almoço, estando no telejornal até setembro de 2014 e em julho de 2015, entrou pra o casting do Esporte Interativo pra apresentar o Caderno de Esportes.
Em 10 de junho de 2016, Emilim deixou o EI e depois de mais de um ano fora das telas, em novembro de 2017, Emilim passou a integrar a equipe de colunistas da NSC Comunicação (também chamado de Grupo NSC).
Com a saída da TV, passa a investir no YouTube, com o canal chamado “Na Viagem da Emilim”. O canal vira um dos mais acessados sobre viagem no país.
Em 2017, passa a assinar uma coluna sobre viagens na Revista Versar, da NSC Comunicação.
Em 2019, seus vídeos de viagem são transmitidos no canal Travel Box Brazil.
Em dezembro de 2021, passa a fazer parte da plataforma de streaming “Espaço do Viajante”, dedicada 100% ao turismo.

## Vida pessoal
Foi casada com Luiz Fernando Diniz Martins Jr até 2024.